# Rajd Dakar 1991
Rajd Dakar 1991 (Rajd Paryż - Dakar 1991) – trzynasta edycja Rajdu Dakar, która odbyła się na trasie Paryż - Trypolis - Dakar. Po raz czwarty w klasyfikacji końcowej samochodów tryumfował Fin Ari Vatanen, zaś w klasyfikacji motocykli Francuz Stéphane Peterhansel.